# Proteuxoa
Proteuxoa is een geslacht van nachtvlinders uit de familie Noctuidae.

## Soorten
- P. acallis Turner, 1903
- P. acontoura (Lower, 1915)
- P. adelopa Lower
- P. adelphodes Lower, 1902
- P. amathodes Turner, 1908
- P. amaurodes Lower, 1901
- P. angasi Felder, 1874
- P. argonephra Turner, 1931
- P. asbolaea Turner, 1931
- P. atmoscopa (Lower, 1902)
- P. atmoscopia Lower, 1902
- P. atra Guenée, 1852
- P. atrisquamata Lower, 1902
- P. austera Turner, 1920
- P. basisticha Turner, 1908
- P. bistrigula Walker, 1857
- P. callimera Lower, 1897
- P. capularis Guenée, 1852
- P. cinereicollis (Guenée, 1852)
- P. coelenoptera (Lower, 1915)
- P. comma Walker, 1856
- P. confinis Walker, 1857
- P. cornuta Lower, 1902
- P. cryphaea Turner, 1908
- P. crypsicharis (Lower, 1902)
- P. cyanoloma Lower, 1902
- P. chionopasta Hampson, 1909
- P. chrysospila Lower, 1902
- P. desertorum (Turner, 1944)
- P. ebenodes (Turner, 1911)
- P. epiplecta (Guenée, 1868)
- P. etoniana Lower, 1902
- P. euchroa Lower, 1902
- P. eupolia Turner, 1936
- P. exundans Guenée, 1868
- P. flexirena Walker, 1865
- P. florescens (Walker, [1857])
- P. goniographa (Turner, 1943)
- P. gypsina Lower, 1897
- P. heliosema (Lower, 1902)
- P. heterogama (Hampson, 1909)
- P. heterogamma Lower
- P. hydraecioides Guenée, 1852
- P. hypochalcis Turner, 1902
- P. hypochalchis (Turner, 1902)
- P. imparata (Walker, 1857)
- P. instipata (Walker, [1857])
- P. interferens Walker, 1857
- P. leptochora Turner, 1926
- P. leptochroa (Turner, 1925)
- P. leucosticta (Turner, 1908)
- P. limbosa Guenée, 1868
- P. loxosema Turner, 1908
- P. marginalis Walker, 1865
- P. melanographa Turner, 1908
- P. melodora (Lower, 1902)
- P. mesombra (Lower, 1893)
- P. metableta Turner, 1938

- P. metaneura (Lower, 1908)
- P. microdes Lower, 1902
- P. microspila Lower, 1902
- P. monochroa Lower, 1902
- P. niphosticta Turner, 1926
- P. nuna Guenée, 1868
- P. nyctereutica (Turner, 1941)
- P. nycteris Turner, 1908
- P. nyctimesa (Hampson, 1911)
- P. ochrias (Turner, 1911)
- P. oxygona (Lower, 1902)
- P. paragypsa Lower, 1902
- P. paratorna Lower, 1902
- P. passalota (Hampson, 1909)
- P. petrodora (Lower, 1902)
- P. pissonephra (Turner, 1939)
- P. plaesiospila (Turner, 1939)
- P. poliocrossa Turner, 1903
- P. porphyrescens Lower, 1902
- P. restituta (Guenée, 1852)
- P. rhodocentra (Lower, 1902)
- P. rubripuncta (Turner, 1933)
- P. rufimaculis (Turner, 1943)
- P. sanguinipuncta Guénée, 1852
- P. sarcomorpha (Lower, 1902)
- P. scotti Felder, 1874
- P. senta (Lower, 1902)
- P. spilocrossa (Turner, 1915)
- P. spodias Turner, 1908
- P. stigmatucha Turner, 1939
- P. testaceicollis (Guenée, 1852)
- P. tibiata Guenée, 1852
- P. tortisigna Walker, 1856
- P. typhlopa (Lower, 1900)
- P. verecunda (Walker, 1858)